# Forte de Muar
O Forte de Muar, também referido como Fortaleza de Muar, localizava-se na foz do rio Muar, cerca de doze léguas a sul de Malaca, na Malasia. Esse rio assinalava o limite meridional do território tradicionalmente atribuído à jurisdição do antigo sultanato de Malaca, que transitou para a administração portuguesa.
De acordo com C. R. Boxer, foi André Furtado de Mendonça quem encarregou Manuel Godinho de Erédia da construção, em 1605, de uma fortificação em Muar.
Os desenhos que Erédia deixou provavelmente nunca passaram de simples esboços, de vez que as legendas que neles figuram não coincidem quanto à data da fundação: num 1603, e noutro 1604.
Apesar de ser o autor português que maiores conhecimentos transmite sobre o mundo malaio-indonésio, muitas das informações que Erédia nos legou são digressões especulativas, cheias de contradições facilmente reconhecíveis comparando-se diferentes textos de sua autoria.

## Características
É provável que esta fortificação tenha se constituído apenas em uma tranqueira de madeira. Os desenhos de Erédia apontam nesse sentido, figurando-a com planta triangular, com muros que se erguem à altura das coberturas das habitações às quais servem de parede exterior; nos vértices observam-se baluartes circulares, com cobertura idêntica à das mesquitas e palácios malaios à época.
Atualmente encontra-se desaparecida.